# Cheilanthes lindigii
Cheilanthes lindigii är en kantbräkenväxtart som beskrevs av Georg Heinrich Mettenius. Cheilanthes lindigii ingår i släktet Cheilanthes och familjen Pteridaceae. Inga underarter finns listade.